# Szúróslevelű tölgy
A szúróslevelű tölgy (Quercus ellipsoidalis) a bükkfafélék (Fagaceae) családjába tartozó tölgy (Quercus) nemzetség egyik faja.

## Előfordulása
Kanada déli része, az USA északi része, száraz erdők.

## Leírása
Terebélyes, 25 méter magas, lombhullató fafaj. Kérge szürke, sima vagy gyengén barázdált.
Levelei mélyen karéjosak vagy osztottak, 13 cm hosszúak, 12 cm szélesek, fényesek. Karéjaik egymástól távol állnak, szúrós hegyben végződnek. Felszínük sötétzöld, sima, fonákjuk világosabb és az érzugokban barna szőrcsomós . Ősszel sötét bíborvörösre színeződnek. A virágok tavasz végén nyílnak, a porzós barkák sárgászöldek, lecsüngőek, a termősek kevéssé feltűnőek. A termése 2 cm-es, feléig, harmadáig kupacsba zárt makk. A kupacs szőrpikkelyekkel borított.

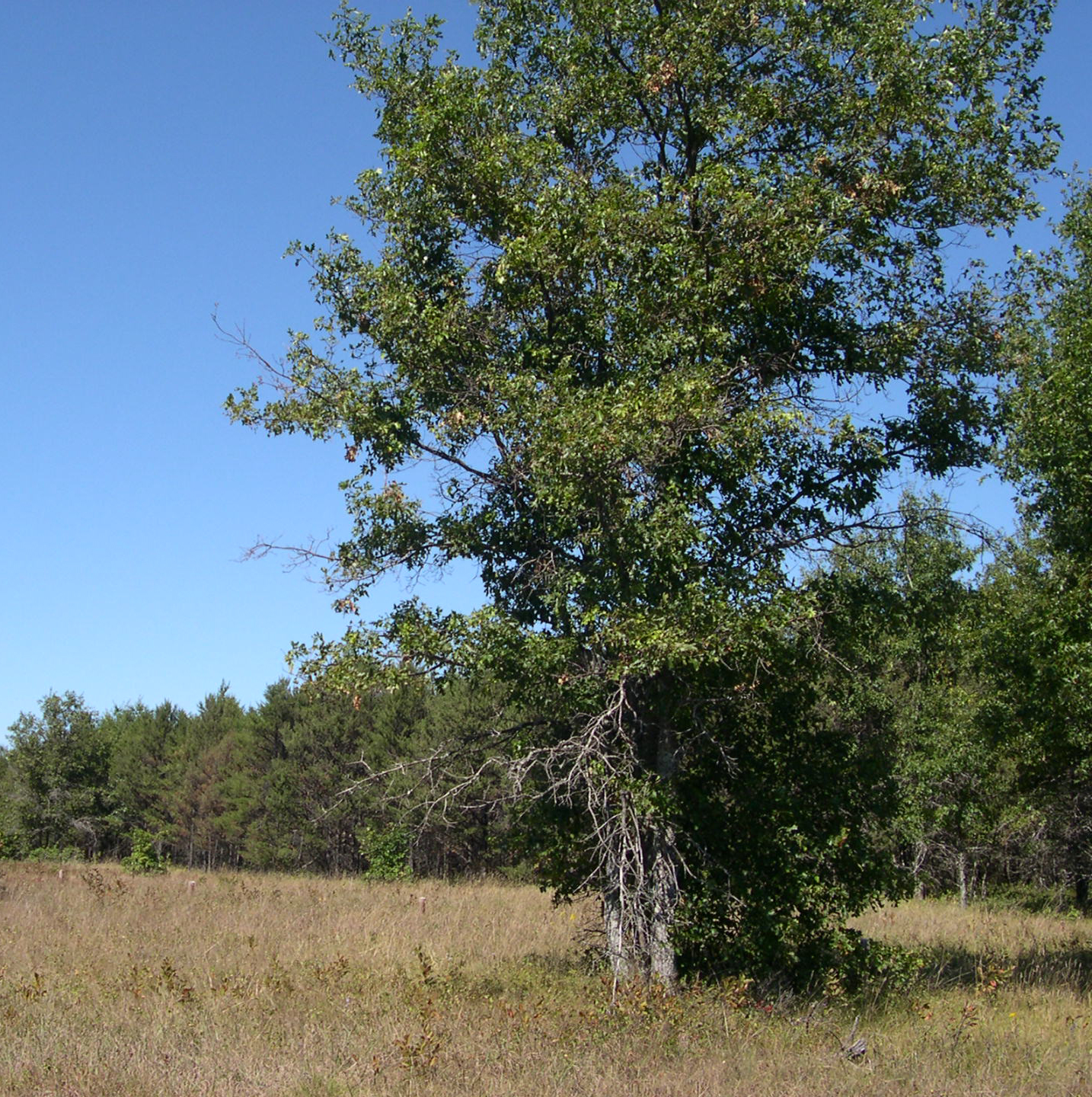
Szúróslevelű tölgyfa a Mack Lake területén (Mio, Michigan)